# Грандола-ед-Уніті
Грандола-ед-Уніті, Ґрандола-ед-Уніті (італ. Grandola ed Uniti) — муніципалітет в Італії, у регіоні Ломбардія, провінція Комо.
Грандола-ед-Уніті розташована на відстані близько 530 км на північний захід від Рима, 65 км на північ від Мілана, 27 км на північний схід від Комо.
Населення — 1326 осіб (2014).

## Демографія
Населення за роками:

Станом на 1 січня 2023 року в муніципалітеті офіційно проживало 90 іноземців з 25 країн, серед них 25 громадян країн Євросоюзу та 5 громадян України.

## Сусідні муніципалітети
- Бене-Ларіо
- Карлаццо
- Кузіно
- Гарцено
- Ленно
- Менаджо
- Меццегра
- Плезіо
- Тремеццо